# Henning Biörklund
Henning Theodor Biörklund, född 16 juni 1849 i  Stockholm, död där den 6 april 1937, var en svensk ämbetsman och riksdagsman. Han var far till Esten och Elis Biörklund.
Biörklund avlade studentexamen 1870, hovrättsexamen 1875 och blev vice häradshövding 1876. År 1886 blev han kamrer och sekreterare i Generalpoststyrelsen samt 1889 tillförordnad byråchef där. År 1900 gick Biörklund över till Patent- och registreringsverket som överdirektör och chef. Han var landshövding i Västerbottens län 1904–1916 och ledamot av första kammaren 1910–1911 (för Första kammarens moderata parti) och 1913–1915 (för Första kammarens nationella parti), invald i Västerbottens läns valkrets. Biörklund blev riddare av Nordstjärneorden 1892, kommendör av andra klassen av Vasaorden 1902, kommendör av första klassen av Nordstjärneorden 1906 och kommendör med stora korset 1914.